# Грковце
Грковце (словац. Hrkovce) — село, громада округу Левіце, Нітранський край. Кадастрова площа громади — 8.2 км².
Населення 291 особа (станом на 31 грудня 2018 року).

## Історія
Грковце згадується 1156 року.

## Населення
| Рік:            | 1994. | 2004. | 2014.    | 2024.   |
| --------------- | ----- | ----- | -------- | ------- |
| Кількість осіб: | 0     | 321   | 285      | 280     |
| Різниця:        |       | –     | -11,21 % | -1,75 % |

| Рік:            | 2023. | 2024.   |
| --------------- | ----- | ------- |
| Кількість осіб: | 289   | 280     |
| Різниця:        |       | -3,11 % |